# Haloxylon scoparium
Haloxylon scoparium är en amarantväxtart som beskrevs av Auguste Nicolas Pomel. Haloxylon scoparium ingår i släktet Haloxylon och familjen amarantväxter. Inga underarter finns listade i Catalogue of Life.